# 2015年楽天ジャパン・オープン・テニス選手権
2015年楽天ジャパン・オープン・テニス選手権は、2015年10月5日から10月11日にかけて東京都・江東区の有明テニスの森公園で開催された、男子プロテニスツアーのATP500シリーズトーナメント大会である。サーフェスはハードコート。

## シード選手

### シングルス
| 国               | 選手                     | ランキング1 | シード |
| ---------------- | ------------------------ | ----------- | ------ |
| スイス           | スタン・ワウリンカ       | 4           | 1      |
| 日本             | 錦織圭                   | 6           | 2      |
| フランス         | ジル・シモン             | 10          | 3      |
| フランス         | リシャール・ガスケ       | 11          | 4      |
| 南アフリカ共和国 | ケビン・アンダーソン     | 12          | 5      |
| クロアチア       | マリン・チリッチ         | 14          | 6      |
| スペイン         | フェリシアーノ・ロペス   | 17          | 7      |
| ブルガリア       | グリゴール・ディミトロフ | 19          | 8      |

- 2015年9月28日付のランキングに基づく

### ワイルドカード
以下の3名がワイルドカードで本戦に出場した。
- 伊藤竜馬
- 西岡良仁
- 内山靖崇

### 予選勝者
以下の4名が予選を勝ち上がり本戦に出場した。
- マシュー・エブデン
- オースティン・クライチェク
- ドナルド・ヤング
- ミハイル・ユージニー

### 出場辞退
- パブロ・アンドゥハル
- エルネスツ・グルビス
- ガエル・モンフィス

### 棄権
- サム・グロス
- バーナード・トミック

### ダブルス
| 国               | 選手1                        | 国             | 選手2              | ランキング1 | シード |
| ---------------- | ---------------------------- | -------------- | ------------------ | ----------- | ------ |
| アメリカ合衆国   | ボブ・ブライアン             | アメリカ合衆国 | マイク・ブライアン | 2           | 1      |
| フランス         | ピエール＝ユーグ・エルベール | フランス       | ニコラ・マユ       | 18          | 2      |
| 南アフリカ共和国 | レイベン・クラーセン         | ブラジル       | マルセロ・メロ     | 30          | 3      |
| オーストリア     | アレクサンダー・ペヤ         | ブラジル       | ブルーノ・ソアレス | 46          | 4      |

- 2015年9月28日付のランキングに基づく

### ワイルドカード
以下の2組がワイルドカードで本戦に出場した。
- オースティン・クライチェク /  内山靖崇
- 松井俊英 /  ヤルコ・ニエミネン

### 予選勝者
以下の組が予選を勝ち上がり本戦に出場した。
- スティーブ・ジョンソン /  サム・クエリー

その他以下の1組がラッキールーザーで本戦に繰り上がった。
- アンドレ・ベーゲマン /  アルチョム・シタック

### 出場辞退
- ケビン・アンダーソン

## 優勝

### シングルス
スタン・ワウリンカ def.  ブノワ・ペール, 6–2, 6–4
- ワウリンカは大会初優勝。またキャリア通算11度目のツアーシングルスタイトル獲得となった。

### ダブルス
レイベン・クラーセン /  マルセロ・メロ def.  フアン・セバスティアン・カバル /  ロベルト・ファラ, 	7–6(7–5), 3–6, [10–7]